# 孟徳新書 (三国志演義)

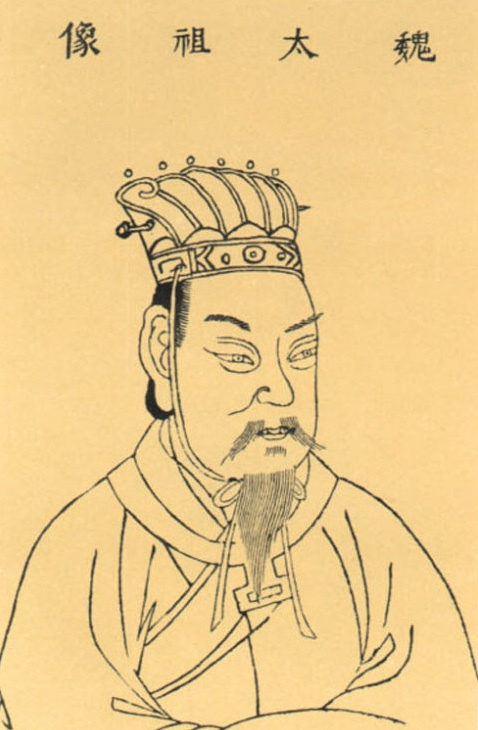
曹操孟徳

『孟徳新書』（もうとくしんしょ）は、曹操（字は孟徳）が『孫子』を真似て作った兵法書として『三国志演義』中に登場する書物である。

## 三国志演義
『孫子』になぞらえ、十三篇となっている。
蜀の張松が主人劉璋の使者として曹操に来訪した時、張松は面会のために賄賂を求められる。そのことに怒った張松は面会時に曹操を馬鹿にし、主人を軽んじられた臣下の楊修に連れられ、曹操の賢明さの証拠として『孟徳新書』を見せられた。
すると、張松は「蜀ではこんな内容ものは子供でも知っている。また、昔同じ様な本が出ているが、著者が不詳なためにあまり知られて居らず、そのことを利用し曹操は真似て「新書」などと名付けて無学の子弟に教えたのではないか」と指摘して、そこで楊修は、張松に暗唱させた。張松は一言一句の間違いもなく暗唱し、全てを言うに至った。
楊修は曹操にこのことを伝えると、馬鹿にされた曹操は激怒して『孟徳新書』を焼き捨てるように命じた。
後日、張松はその懲罰として、軍の調練場で百たたきの刑を受け、許都から追放された。
以上が、『三国志演義』に著されている物語の概略である。

## 史実
元々、孟徳新書は「兵書接要」といい、魚豢の『魏略』によると、曹操の配下の将たちは兵書接要に従って臨機応変に出された作戦に従事し、戦ったと言う。この兵法書は曹操の不在の間でも軍が強くあった一因ともされている。
「兵書接要」の名が、「孟徳新書」と言う名に変化した理由は、以下にあったと言われている。宋代に唐代の名将李衛公（李靖）に仮託して制作された偽書『李衛公問対』と言う兵法書には、曹操の著作として「曹公新書」と言う兵法書が登場する。この「曹公」を敬称をなくすと「孟徳新書」となる。曹操の天才的軍事の才能は「曹公新書」という偽書を生み出した。のちに「曹公新書」は「兵書接要」と同一視されて同化し、曹操を貶めんとする者達により、「孟徳新書」が形成されたのであろう。
この兵法書が現在まで伝わったのかと云うと、何らかの形で呉・蜀などの他国に渡ったか、後継政権である西晋に伝わるなどして広まったという見方がある。
そのことがこの『三国志演義』において使用されたのであった。
また、一説には、「孟徳新書（別名・兵書接要）」は、「孫子」への解説・注釈のような形の「注釈集」であるとも云われている。